# دیگو کالوا
دیگو کالوا ارناندس (انگلیسی: Diego Calva Hernández؛ زادهٔ ۱۶ مارس ۱۹۹۲) بازیگر مکزیکی است. او برای بازی در مجموعهٔ تلویزیونی درام جنایی نارکوها: مکزیک (۲۰۱۸–۲۰۲۱) و فیلم کمدی تاریخی بابیلون (۲۰۲۲) مشهور است. او برای بازی در بابیلون نامزد جایزه گلدن گلوب بهترین بازیگر مرد – فیلم موزیکال یا کمدی شد.